# Cephonodes banksi
Cephonodes banksi är en fjärilsart som beskrevs av Clark 1923. Cephonodes banksi ingår i släktet Cephonodes och familjen svärmare. Inga underarter finns listade i Catalogue of Life.